# Canibália
Canibália é o nono álbum de estúdio da artista musical brasileira Daniela Mercury, lançado em 23 de outubro de 2009 pela editora discográfica Sony BMG. Para compor o projeto, a intérprete renovou seus produtores e colaborou com Ramiro Musotto, Alfredo Moura, Mikael Mutti, Gabriel Povoas e Wyclef Jean, para a produção das faixas presentes na obra. O disco possui uma sonoridade eclética, incorporando elementos proeminentes de axé music, drum and bass, R&B, reggae, samba e pop. Suas gravações ocorreram entre 2008 e 2009 em estúdios no Brasil. 
Canibália recebeu análises mistas da crítica especializada, com muitos dos avaliadores dizendo que as músicas inéditas não estavam à altura das ideias defendidas nas letras, mas louvaram a inquietude da musicista em se aventurar em novas sonoridades. Para promover o disco, quatro singles foram lançados: "Preta", "Oyá Por Nós", "Sol do Sul" e "Andarilho Encantado". Também como forma de divulgação da obra, a cantora se apresentou em vários programas de televisão e embarcou na Turnê Canibália.

## Produção
Assim como o número de capas, o álbum foi produzido por cinco músicos, entre esses, a própria Daniela Mercury e os músicos Ramiro Musotto, Alfredo Moura, Mikael Mutti e seu filho, Gabriel Póvoas. Segundo Daniela, o álbum é a síntese do ecletismo de seu trabalho. Em setembro, aos 45 anos, Musotto, parceiro de Daniela na produção das faixas de ritmo eletrônico ("Benção do Samba" - que mistura os clássicos "Na Baixa dos Sapateiros", "O Samba da Minha Terra" e "Samba de Bênção" - e "Tico-Tico no Fubá"), faleceu. Além de Musotto, o amigo, produtor e criador do samba-reggae, Neguinho do Samba, também faleceu.
Daniela disse que se sente "canibalizada" desde a sua estréia na carreira solo, na década de 1990, com o álbum O Canto da Cidade, declarando, ainda, que chegou a adiar o lançamento de Canibália várias vezes. Muitas canções presentes no álbum foram compostas pela própria Daniela. Diferentemente de Balé Mulato, que possuía canções que se completavam, Canibália, é uma mistura. A grande surpresa está na "participação especial" de Carmem Miranda, grande homenageada do álbum, na regravação de "O Que É Que A Baiana Tem?", que inclui o fonograma orignal de 1939. Outro clássico de Carmen Miranda, "Tico-Tico No Fubá", ganhou a batida forte do guitarrista Sérgio Dias dos Mutantes. Para Daniela, "Carmen tinha muitas virtudes".
Além de Carmen Miranda, Daniela Mercury homenageia também o cinema nacional, com a faixa "Trio em Transe", e os índios brasileiros na faixa, "Dona Desse Lugar", canção que tem arranjos, sons e instrumentos específicos de tribos. Assim como Vanessa da Mata e Ana Carolina, que lançaram single e canções em inglês, Mercury traz "This Life is Beautiful", interpretado por ela e pelo cantor haitiano Wyclef Jean, ex-The Fugees. Os negros também são homenageados por Mercury na faixa "Preta", cantada por ela e Seu Jorge, a canção é uma união das faixas "Eu sou Preta", "Sorriso Negro" e "Rap do Negão". Em "Oyá Por Nós", Mercury volta às origens africanas. O álbum traz uma nova leitura de "O Que Será? (A Flor da Pele)", de Chico Buarque. Em "Cinco Meninos", toda a família Mercuri se reúne para cantar.

## Recepção da crítica
| Críticas profissionais | Críticas profissionais |
| Avaliações da crítica  | Avaliações da crítica  |
| Fonte                  | Avaliação              |
| ---------------------- | ---------------------- |
| Notas Musicais         | [ 14 ]                 |
| Elemento Crítico       | Positivo               |
| Oxente Salvador        | Positivo               |

Mauro Ferreira escrevendo em seu blog, fez uma analise mediana a Canibália, argumentando que o álbum não chega a figurar entre os melhores discos de Daniela, mas elogiou a cantora por "reafirma a habitual inquietude ao se enfeitar com novos balangandãs e ao recusar a mesmice imperante no ritmo rotulado como axé music". Ana Cristina Pereira do jornal Correio, sentiu que a cantora "extrapolou os limites baianos, transformando Canibália num competente produto de exportação para o mundo". Mas criticou o elemento da música eletrônica presente em algumas faixa do álbum dizendo que "já não traz impacto ao ser misturado com o samba e o samba-reggae, mas funciona para a personalidade de uma cantora que ainda busca a inquietação (o que é louvável) e procura um certo grau de sofisticação pop". Em uma analise negativa ao álbum, Lauro Lisboa Garcia, do jornal Estado de São Paulo, criticou duramente o trabalho, escrevendo que "Daniela Mercury ressurge com um dos discos mais fracos de sua carreira, embora se faça estrondoso", mas elogiou a ousadia da artista de se aventurar em outros estilos e sair do comodismo; "Há boas investidas em misturas de gêneros, na produção com bases eletrônicas, nas células rítmicas de influências do candomblé" mas sendo mais critico ao completar que "a parafernália não esconde a flacidez da maioria das faixas inéditas autorais e do equívoco de certas reinterpretações.

## Promoção
Em abril de 2009, Daniela interpretou "Sol do Sul", no programa Mais Você, da Rede Globo. No dia 23 de agosto, Daniela Mercury interpretou o single "Sol do Sul" na campanha da Rede Globo em parceria com a UNICEF, Criança Esperança 2009, evento que ocorreu no Rio de Janeiro. Em 23 de outubro, Daniela se apresentou no Oi Fashion Rocks. Ela interpretou "Oyá Por Nós", "O Que É Que A Baiana Tem?" e "O Canto da Cidade", durante o desfile de Lino Villaventura. No dia 4 de dezembro, Daniela Mercury se apresentou no programa Altas Horas, da Rede Globo, comandado por Sérgio Groisman. No palco, Daniela falou sobre seu álbum e cantou as "O Que A Baiana Tem?", "Oyá Por Nós" e "Samba de Bênção. Em 12 de dezembro, Daniela Mercury foi ao programa Receita Pra Dois, apresentado pelo chef de cozinha Edu Guedes. Ela falou sobre o álbum, sobre a morte de Neguinho do Samba, criador do samba-reggae, e cantou trechos solo de algumas faixas de Canibália. No dia 26 de dezembro, Mercury se apresentou no programa Show da Gente, de Netinho de Paula, no SBT. Lá, cantou "Oyá Por Nós" e trechos da canções "Preta" e "This Life Is Beautiful". Além disso, ela falou sobre seu "dueto" com Carmem Miranda. No dia 31 de dezembro, Daniela participou do especial Mais Você. Ao lado do Olodum, Daniela interpretou "Oyá Por Nós", e a nova música para o Carnaval 2010, "Andarilho Encantado", além de outras canções do repetório da própria e do Olodum.

### Turnê

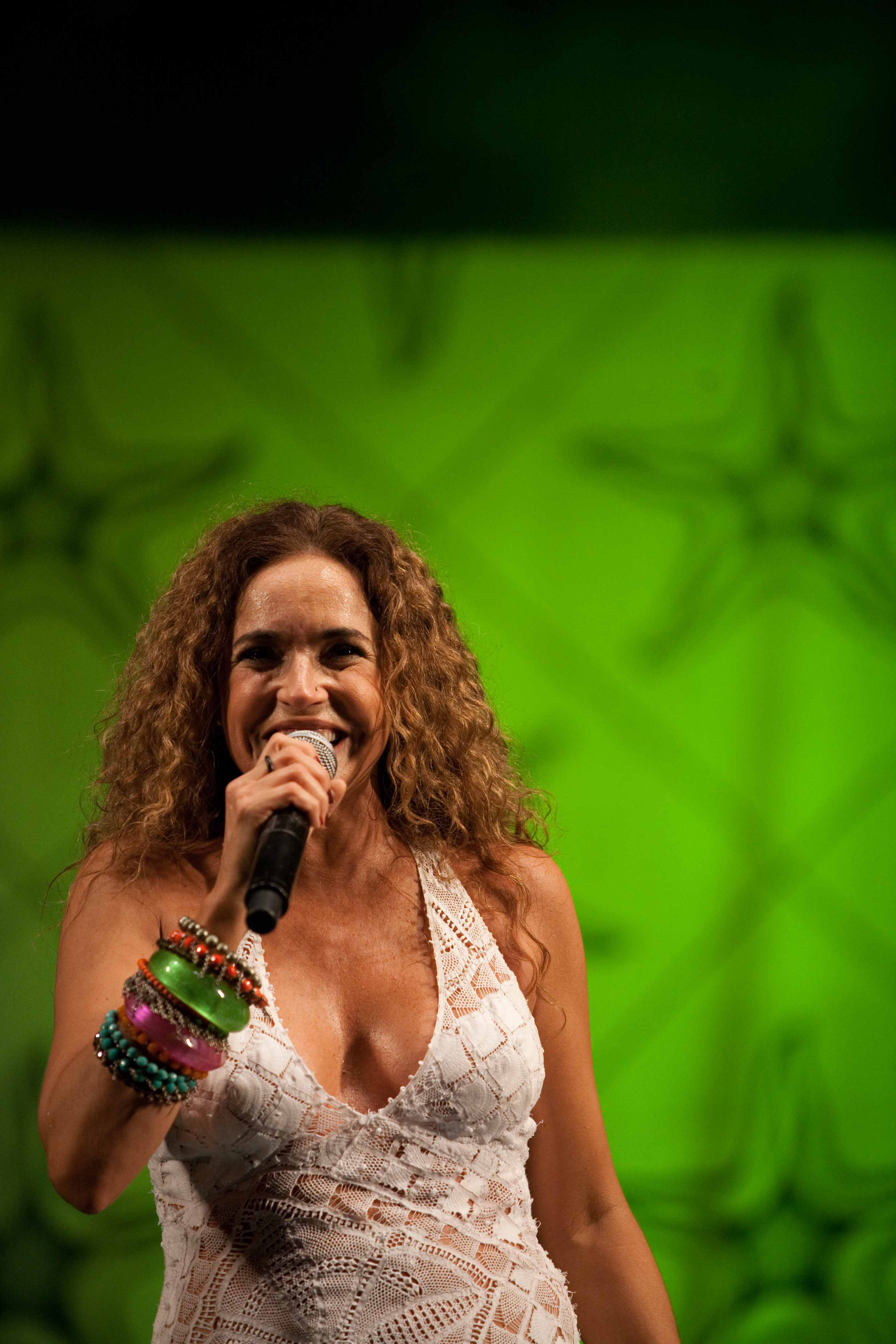
Mercury em Cabo Verde, durante um concerto da Turnê Canibália, em 2010.

A Turnê de Canibália, teve início no dia 7 de agosto de 2009, no Citibank Hall, em São Paulo. Depois do dia 8, onde fez mais uma apresentação no Citibank Hall, ela partiu para o Rio de Janeiro e depois levou a turnê para Portugal, onde se apresentou em cinco cidades, logo após, volta para a turnê latinoamericana, européia e norte-americana. A turnê contou com a participação de bailarinos, que dançaram as coreografias desenvolvidas por Jorge Silva, reconhecido coreógrafo baiano. Além disso, Gringo Cardia, o desenvolvedor das cinco capas do álbum, foi o responsável pela elaboração do cenário da turnê.

## Singles
O primeiro single, "Preta", lançado em 19 de novembro de 2007 nas rádios, focando o Carnaval de 2008, possui a participação do cantor e compositor Seu Jorge. É um samba-reggae que mistura as canções "Eu Sou Preto", de J. Velloso e Mariene de Castro, "Sorriso Negro", de Adilson Barbado, Jair Carvalho e Jorge Portela, e "Rap do Negão", de Seu Jorge, Gabriel Moura e Wallace Jeferson. A canção recebeu grande aclamação da crítica. O segundo single, "Oyá Por Nós", lançada em 5 de janeiro de 2009, nas rádios, foi composta e interpretada em parceria com Alfredo Moura e Margareth Menezes. Lançada para o Carnaval de 2009, a canção foi, assim como "Preta", muito bem recebida, tanto pelo público, quanto pela crítica e artistas, como Ivete Sangalo, que elogiou-a em seu blog. O single reverência Ave Maria e Iansã, deusa dos ventos, raios e tempestades. Possui uma batida forte e conta com Márcio Victor nos vocais. Lançado como terceiro single em 24 de agosto de 2009, "Sol do Sul", alcançou, inicialmente, a 15a posição na lista das canções mais tocadas nas rádios FMs do Rio de Janeiro, saltando para a 5a posição posteriormente. A canção foi composta por Daniela e seu filho Gabriel. "Andarilho Encantado", lançada em 26 de fevereiro de 2010, encerrou a divulgação do projeto.

## Faixas
| Canibália Vol. I |                                                                                      |                                                                 |         |  |
| N.º              | Título                                                                               | Compositor(es)                                                  | Duração |  |
| 1.               | "Trio Em Transe"                                                                     | Daniela Mercury, Gabriel Póvoas, Marivaldo dos Santos           | 3:12    |  |
| 2.               | "Oyá Por Nós" (participação de Margareth Menezes)                                    | Daniela Mercury, Alfredo Moura, Margareth Menezes               | 3:55    |  |
| 3.               | "O Que é Que a Baiana Tem" (participação de Carmen Miranda)                          | Dorival Caymmi                                                  | 3:29    |  |
| 4.               | "Preta" (participação de Seu Jorge)                                                  | Barbado, Carvalho, Castro                                       | 3:50    |  |
| 5.               | "Sol do Sul"                                                                         | Daniela Mercury, Gabriel Póvoas                                 | 4:35    |  |
| 6.               | "A Vida é Um Carnaval"                                                               | Tais Nader, Victor Daniel                                       | 4:01    |  |
| 7.               | "Castelo Imaginário"                                                                 | Daniela Mercury, Gabriel Póvoas, Tais Nader                     | 3:53    |  |
| 8.               | "Dona Desse Lugar"                                                                   | Daniela Mercury, Marcelo Quintanilha, Paulo Daflin              | 3:42    |  |
| 9.               | "This Life Is Beautiful" (participação de Wyclef Jean)                               | Daniela Mercury, Wyclef Jean, Jerry Duplessis                   | 3:34    |  |
| 10.              | "Bênção do Samba" (Na Baixa do Sapateiro / O Samba da Minha Terra / Samba de Bênção) | Baden Powell / Ary Barroso / Vinicius de Moras / Dorival Caymmi | 4:47    |  |
| 11.              | "Cinco Meninos"                                                                      | Daniela Mercury                                                 | 5:01    |  |
| 12.              | "O Que Será (À Flor da Pele)"                                                        | Chico Buarque                                                   | 4:02    |  |
| 13.              | "One Love"                                                                           | Sara Tavares                                                    | 4:13    |  |
| 14.              | "Tico-Tico No Fubá"                                                                  | Zequinha de Abreu                                               | 3:28    |  |
| Duração total:   | Duração total:                                                                       | Duração total:                                                  | 55:40   |  |

## Histórico de lançamento
| País           | Data                   | Formato             | Gravadora                    |
| -------------- | ---------------------- | ------------------- | ---------------------------- |
| Brasil         | 23 de outubro de 2009  | CD download digital | Sony BMG Music Entertainment |
| Estados Unidos | 24 de outubro de 2009  | CD download digital | Sony BMG Music Entertainment |
| Europa         | 2 de novembro de 2009  | CD download digital | Sony BMG Music Entertainment |
| Japão          | 3 de novembro de 2009  | CD download digital | Sony BMG Music Entertainment |
| Canadá         | 3 de novembro de 2009  | CD download digital | Sony BMG Music Entertainment |
| Portugal       | 27 de novembro de 2009 | Download digital    | Páginas do Mar               |
| Bélgica        | 27 de novembro de 2009 | Download digital    | Páginas do Mar               |
| França         | 27 de novembro de 2009 | Download digital    | Páginas do Mar               |
| Itália         | 27 de novembro de 2009 | Download digital    | Páginas do Mar               |